# Tevin Campbell (album)
Tevin Campbell è il quarto ed eponimo album in studio del cantante statunitense Tevin Campbell, pubblicato nel 1999.

## Tracce
1. Another Way (Teddy "Sonny Boy" Turpin, Terrell Carter, Marc Kinchen) – 4:55
2. Never Again (Tevin Campbell, Wyclef Jean, Janice Robinson, Jerry Wonda) – 3:44
3. Since I Lost You (Sally Jo Dakota, James Fischer, Narada Michael Walden, James Taylor) – 4:37
4. For Your Love (Gordon Chambers, Steven A. Jordan) – 6:28
5. The Only One for Me (Don't Wanna Play) (Tevin Campbell, Faith Evans, Marc Kinchen, Mike Mason) – 6:03
6. My Love Ain't Blind (Steven A. Jordan, Teddy "Sonny Boy" Turpin) – 4:37
7. Everything You Are (featuring Coko) (Joey Diggs, David Foster, Wil Wheaton Jr., Suzette Charles, Nita Whitaker, Warren Wiebe) – 4:48
8. Dandelion (Steven A. Jordan, Teddy "Sonny Boy" Turpin) – 6:28
9. Losing All Control (Steven A. Jordan, Tevin Campbell, Teddy "Sonny Boy" Turpin) – 4:34
10. Don't Throw Your Life Away (Narada Michael Walden, Tevin Campbell, Sally Jo Dakota) – 5:18
11. Just Begun to Grow (Tevin Campbell) – 2:18
12. Siempre Estaras En Mi (Dandelion) (Steven A. Jordan, Teddy "Sonny Boy" Turpin) – 6:18